# Stellaria umbellata
Stellaria umbellata là loài thực vật có hoa thuộc họ Cẩm chướng. Loài này được Turcz. miêu tả khoa học đầu tiên năm 1838.